# ユエン・ウーピン
ユエン・ウーピン（袁 和平、Yuen Woo-ping、1945年 -）は、香港の映画監督、武術指導、アクション監督である。

## 人物・経歴
1945年、中国広東省広州市で10人兄弟の次男として生まれる。父は、1930年代に京劇から香港の粤劇（えつげき）に移籍し名門粤劇団で活躍、のちに映画界に入り香港映画初の武術指導となった袁小田（ユエン・シャオティエン）
。
その父から幼少時より弟たちと共に北派の武術と京劇を習い、また1年間サモ・ハン・キンポーらの所属していた中国戯劇学院で学んだ
。
やがて父について撮影所に行くうちにスタントマンとして映画界で働くことになる
。
1971年の『瘋狂殺手（原題）』では弟袁祥仁（ユエン・チョンヤン）と初めて武術指導を担当。香港の著名監督でプロデューサーでもある吳思遠(ン・シーユエン）のもと

30本以上の映画で武術指導をつとめたのち、1978年にはジャッキー・チェンを主演に、師匠役として父袁小田をむかえた『スネーキーモンキー 蛇拳』で映画監督デビュー。続く『ドランクモンキー 酔拳』も好評を博し、この二作はジャッキー・チェンの出世作となった。
1980年には和平電影製片(香港)公司を設立。血縁関係で構成された「袁家班」（ユエン・アクションチーム）の長として多くのカンフー映画を世に送り出す。当時の袁家班の内訳は、実弟である袁祥仁（ユエン・チョンヤン）、袁信義（ユエン・シュンイー）、袁振洋（ブランディ・ユエン）、袁日初（サイモン・ユエンJr.）、袁龍駒（ユエン・ロンクイ）のほか従弟の袁振威（ユエン・チュンウェイ）や小老虎
、
血縁ではないが趙中興（チウ・チュンヒン）、谷軒昭（コク・ヒンチュウ）などがおり、またウーピンが発掘し1984年の『ドラゴン酔太極拳』でデビューしたドニー・イェンも90年代半ばまで袁家班の一員であった
。
80年代から90年にかけては独立プロのため予算の少ない監督作品が多く、一時はジャッキー・チェンやサモ・ハン・キンポーに代表される危険なスタントアクションや現代アクションに遅れをとる形となり低迷期を送るが、1993年には武術指導として『ワンス・アポン・ア・タイム・イン・チャイナ 天地大乱』で第12回香港電影金像奨の最優秀動作指導を初受賞。
1999年には、『マトリックス』で、ハリウッドに進出。ウーピンは当初この作品の武術指導のオファーを2度断っていたが、ショウ・ブラザーズ関係者の説得を受けて監督であるウォシャウスキー姉妹と会ったことによって「マトリックスの特撮やCGが中国のカンフー映像をより強化させるためのもの」と理解して受け入れることとなった。ウォシャウスキー監督も「我々は常々西洋の物語に香港アクションの感覚を取り入れたいと思っていて、これはまたとない機会だった」と語っている。この作品は全世界でヒットを記録し作中のワイヤーアクションは注目を集めた。これは長らく香港をはじめとする中華圏の専門技術であったが、この映画で披露したワイヤーを消すデジタル合成の発展とともにハリウッドや世界各国で盛んに使われるようになってゆく。

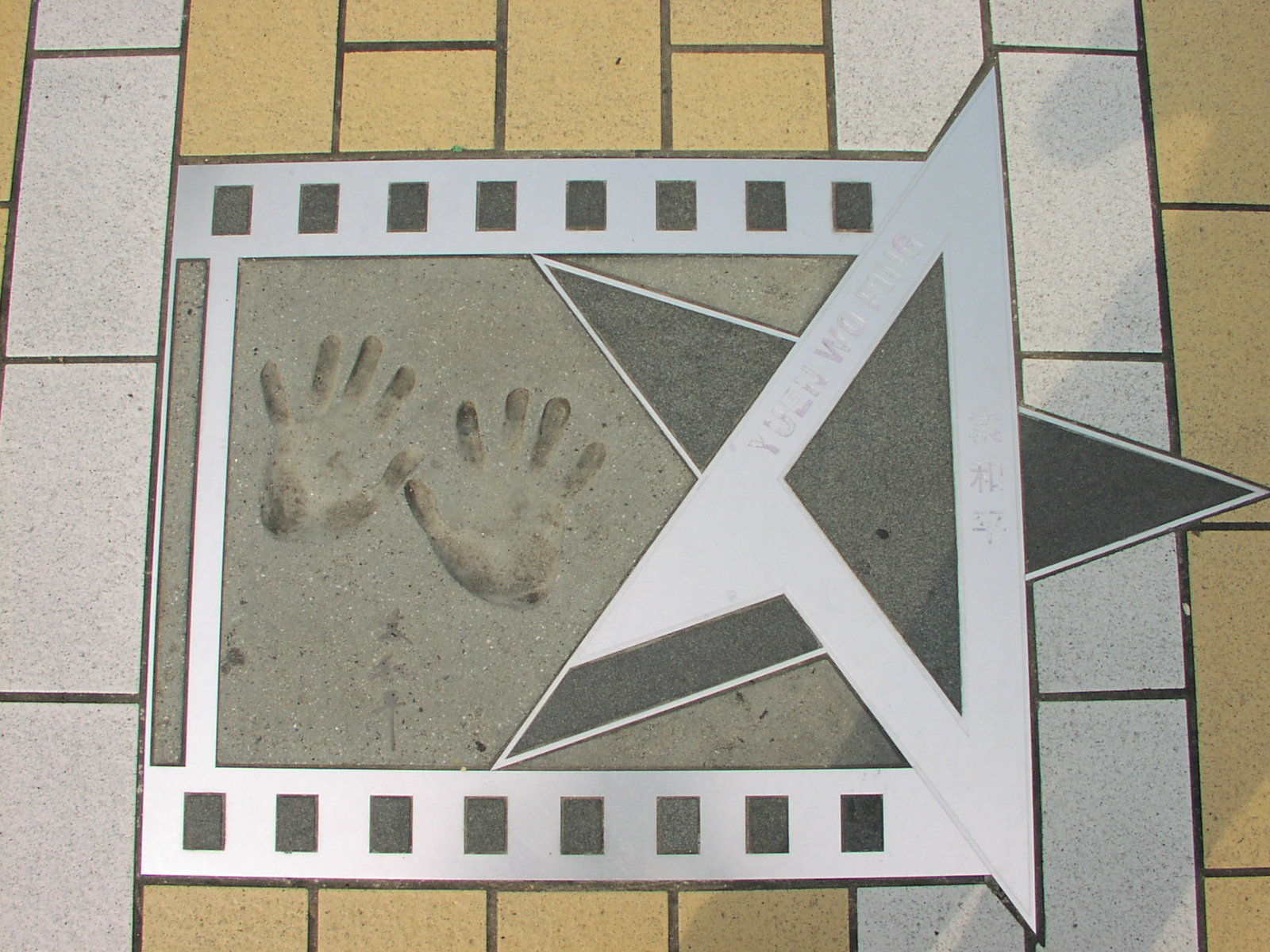
香港、尖沙咀の星光大道（アベニュー・オブ・スターズ）にある手形とサイン

続いてアクション監督をつとめた2000年のアン・リー監督作『グリーン・デスティニー』が第73回アカデミー賞で外国語映画賞など4部門を受賞しウーピン自身も台湾金馬奨、香港電影評論學會大獎 、香港電影金像奨において受賞。
このヒットを受けて映画監督クェンティン・タランティーノがアメリカの映画会社ミラマックスに推薦した事で
1993年に香港で公開されたウーピン監督作『ワンス・アポン・ア・タイム・イン・チャイナ外伝/アイアンモンキー』が、フィルムを修復し新たにオリジナルスコアやサウンドエフェクト、編集などを加え

2001年10月12日に全米1,225館で公開。初登場でボックスオフィスの6位にランクインした
。
その後タランティーノ監督の『キル・ビル』シリーズに参加。『カンフーハッスル』、『ダニー・ザ・ドッグ』、『SPIRIT』、『ドラゴン・キングダム』、インド映画『ロボット』や『グランド・マスター』『イップ・マン 継承』など、袁家班を率いて国内外の大作映画のアクション監督を担当し活動の場を大きく広げている。
また、袁家班は今なお多くの人材を輩出。『グランド・マスター』でマーサンを演じた張晉（マックス・チャン）は1998年に袁家班に加入、スタントダブルや武術指導として活動していた経歴を持ち、『マトリックス』で主演を務めた俳優キアヌ・リーブスの初監督作品である米中合作映画『ファイティング・タイガー』の主演である陳虎（タイガー・チェン）も長らく主要なメンバーの1人であった。
映画監督としては1996年の『太極神拳』以来、14年ぶりとなる2010年に『酔拳 レジェンド・オブ・カンフー』を発表。そして『グリーン・デスティニ―』の続編にあたるミシェル・ヨー、ドニー・イェン主演の米中合作作品『Crouching Tiger Hidden Dragon: ソード・オブ・デスティニー』が2016年2月26日より、世界大手のオンライン映像配信会社ネットフリックスのオリジナル作品として、日本を含む世界同時にストリーミング配信され、その後も監督作が続いている。

## 主な作品

### 監督作品
- スネーキーモンキー 蛇拳 （原題：蛇形刁手） （1978年）
- ドランクモンキー 酔拳 （原題：醉拳） (1978年)
- 南北酔拳 （原題：南北醉拳） (1979年)
- 燃えよデブゴン7 鉄の復讐拳 （原題：林世榮） (1979年)
- 佛掌羅漢拳（原題） (1980年)
- ツーフィンガー鷹 （原題：勇者無懼） (1981年)
- 激突!キング・オブ・カンフー （原題：霍元甲） (1982年)
- ミラクル・ファイター （原題：奇門遁甲） (1982年)
- 妖怪道士 （原題：天師撞邪） (1983年)
- ドラゴン酔太極拳 （原題：笑太極） (1984年)
- 情逢敵手（原題） (1985年)
- キョンシー・キッズ 精霊道士 （原題：殭屍怕怕） (1986年)
- タイガー刑事 （原題：特警屠龍） (1988年)
- クライム・キーパー 香港捜査官 （原題：皇家師姐4直撃證人） (1989年)
- タイガー・コネクション（原題： 洗黒銭） (1990年)
- 冷面狙撃手（原題） (1991年)
- マスター・オブ・リアル・カンフー 大地無限 （原題：太極張三豐） (1993年)
- ワンス・アポン・ア・タイム・イン・チャイナ外伝/アイアンモンキー （原題：少年黃飛鴻之鐵馬騮） （1993年）
- ワンス・アポン・ア・タイム・イン・チャイナ 天地雷鳴 （原題：蘇乞兒） (1993年)
- レディ・ファイター 詠春拳伝説（DVD題：詠春拳） （原題：詠春） (1994年)
- ファイヤードラゴン 火雲伝奇 （原題：火雲傳奇 ）(1994年)
- 虎猛威龍（原題） (1995年)
- マスター・オブ・リアル・カンフー 大地無限2（DVD題：太極神拳） （原題：太極拳） (1996年)
- 新・少林寺（テレビドラマ） （原題：新少林寺） (1999年)
- 酔拳 レジェンド・オブ・カンフー （原題：蘇乞児） (2010年)
- Crouching Tiger Hidden Dragon: ソード・オブ・デスティニー（原題：Crouching Tiger, Hidden Dragon : Green Destiny）（2016年）
- 奇門遁甲（原題：奇門遁甲） (2017年)
- イップ・マン外伝 マスターZ（原題：葉問外傳：張天志） (2018年)
- 七人樂隊（原題：七人樂隊） 「回帰」(2022年) （オムニバス)

### 武術指導、アクション監督担当作品
- 瘋狂殺手（原題）(1971年)
- アンジェラ・マオ 破戒（原題：破戒）（1977年）
- ブルース・リー 死亡の塔（原題：死亡塔）（1980年）
- ワンス・アポン・ア・タイム・イン・チャイナ 天地大乱（原題：黄飛鴻之二：男兒當自強）(1992年)
- ツイン・ドラゴン（原題：雙龍會）（1992年）
- マスター・オブ・リアル・カンフー 大地無限（原題：太極張三豐）(1993年)
- ラスト・ヒーロー・イン・チャイナ 烈火風雲（原題： 黄飛鴻之鐵鶏門蜈蚣）（1993年）
- フィスト・オブ・レジェンド 怒りの鉄拳 （原題：精武英雄) （1994年）
- ブラックマスク（原題：黑俠）（1996年）
- ワンス・アポン・ア・タイム・イン・チャイナ/八大天王（原題：黃飛鴻新傳）（1996年）TVシリーズ
- ワンス・アポン・ア・タイム・イン・チャイナ外伝／アイアンモンキーグレート（原題：街頭殺手)（1996年）
- 水滸伝〜永遠なる梁山泊（原題：水滸傳）(1998年)TVシリーズ
- マトリックス（原題：The Matrix）(1999年)
- グリーン・デスティニー（原題：臥虎藏龍）(2000年)
- 天上の剣 The Legend of ZU（原題：蜀山傳）（2001年）
- ブラックマスク2（原題：黑俠 II）（2002年）
- マトリックス・リローデッド（原題：The Matrix Reloaded）(2003年)
- マトリックス・レボリューションズ（原題：The Matrix Revolutions）(2003年)
- キル・ビル（原題：Kill Bill: Vol. 1）(2003年)
- キル・ビル2（原題：Kill Bill: Vol. 2）(2004年)
- カンフーハッスル（原題：功夫）(2004年)
- ドラゴン・プロジェクト（原題：精武家庭）(2004年)
- ダニー・ザ・ドッグ（原題：Danny The Dog）(2004年)
- 女帝 ［エンペラー］（原題：夜宴）(2006年)
- SPIRIT（原題：霍元甲）(2006年)
- ドラゴン・キングダム（原題：The Forbidden Kingdom）(2008年)
- ロボット（原題：Enthiran）(2010年)
- グランド・マスター（原題：一代宗師）(2013年)
- ファイティング・タイガー（原題：Man of Tai Chi）(2013年)
- 惡戰（原題）（2013年）
- マッスル 踊る稲妻（原題：I）(2015年)
- イップ・マン 継承（原題：葉問3）（2015年）
- 功守道 (原題)　(2017年)[12]

## 主な受賞歴
- 1993年 第12回 香港電影金像奨 最佳動作指導『ワンス・アポン・ア・タイム・イン・チャイナ 天地大乱』
- 2000年 第37回 台湾金馬奨 最佳動作指導 『グリーン・デスティニー』
- 2000年 第7回 香港電影評論學會大獎 特別賞 『グリーン・デスティニー』
- 2001年 第20回 香港電影金像奨 最佳動作設計 『グリーン・デスティニー』、專業精神賞
- 2005年 第24回 香港電影金像奨 最佳動作設計 『カンフーハッスル』
- 2005年 TAURUS WORLD STUNT AWARDS 『キル・ビル2』Best Fight賞
- 2007年 第26回 香港電影金像奨 最佳動作設計 『SPIRIT』
- 2014年 第33回 香港電影金像奨 最佳動作設計 『グランド・マスター』
- 2016年 第10回アジア・フィルム・アワード・特別功労賞 [13]